# Zdzisław Czarnecki (dyrygent)
Zdzisław Czarnecki (ur. 31 lipca 1962 w Bytomiu) – polski dyrygent.

## Życiorys
Absolwent Ogólnokształcącej Szkoły Muzycznej I i II stopnia im. F. Chopina w Bytomiu i Akademii Muzycznej w Katowicach. W 1991 w wieku 28 lat wyjechał do Chile i tam zamieszkał. Tam też podjął pracę w Orquesta Filarmonica del Teatro Municipal de Santiago. W 1992 rozpoczął swoją działalność pedagogiczną w Instituto de Musica de Santiago, gdzie w 1998 stworzył Orkiestrę Młodzieżową. 
17 stycznia 2008 za wybitne zasługi we wkład we współpracę łączącą Rzeczpospolitą Polską z Republiką Chile, został odznaczony Krzyżem Kawalerskim Orderu Zasługi Rzeczypospolitej Polskiej. 